# Männer-Volleyballnationalmannschaft der Vereinigten Staaten
Die Männer-Volleyballnationalmannschaft der Vereinigten Staaten ist eine Auswahl der besten Spieler der USA, die die United States Volleyball Association (USVBA) bei internationalen Turnieren und Länderspielen repräsentiert. Die US-Amerikaner gewannen in den 1980er Jahren die Weltmeisterschaft und zwei olympische Goldmedaillen. 2008 wurden sie erneut Olympiasieger. Bei den kontinentalen Meisterschaften sind sie neben Kuba das erfolgreichste Team.

## Geschichte

### Weltmeisterschaft
Bei den ersten beiden Teilnahmen an der Volleyball-Weltmeisterschaft belegten die USA 1956 den sechsten und 1960 den siebten Platz. Die WM 1962 verpassten sie, vier Jahre später wurden sie Elfter. Auch bei den nächsten vier Turnieren kamen sie nicht über zweistellige Platzierungen hinaus. 1986 in Frankreich beendeten sie jedoch die Dominanz der osteuropäischen Mannschaften und wurden mit einem Finalsieg gegen die Sowjetunion Weltmeister. 1990 schieden sie als Titelverteidiger jedoch sieglos in der Vorrunde aus. Vier Jahre später gewannen sie als Drittplatzierter ihre nächste Medaille. Anschließend wurden sie zweimal Neunter. Bei der WM 2006 verloren die USA das Spiel um Platz neun gegen die deutsche Mannschaft. 2010 wurden sie Sechster und 2014 belegten sie den siebten Rang. Bei der WM 2018 gewannen sie das Spiel um den dritten Platz gegen Serbien. Bei der WM 2022 scheiterte die USA im Viertelfinale.

### Olympische Spiele

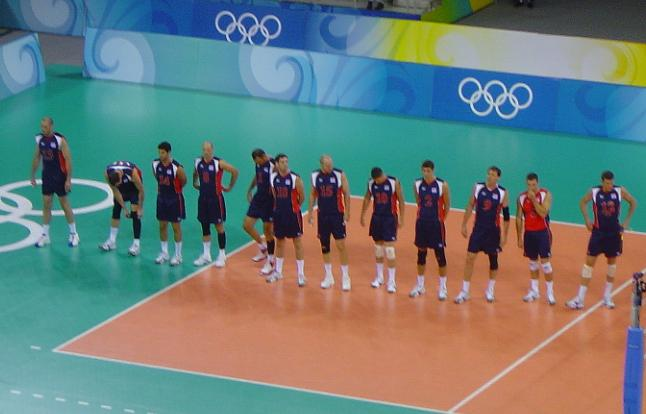
Das US-Team bei den Olympischen Sommerspielen 2008

Die USA waren bereits beim ersten olympischen Turnier 1964 in Tokio dabei und wurden Neunter. 1968 erreichten sie den siebten Platz. Die nächsten drei Turniere verpassten sie. 1984 in Los Angeles kehrten sie als Gastgeber zurück und wurde im Finale gegen Brasilien Olympiasieger. Vier Jahre später verteidigten sie bei den Spielen 1988 im Endspiel gegen Russland den Titel erfolgreich. 1992 in Barcelona gewannen sie die Bronzemedaille. Beim zweiten Heimspiel 1996 in Atlanta und beim Turnier 2000 gab es mit den Plätzen neun und elf schlechtere Resultate. 2004 in Athen verloren die USA das Bronzespiel gegen Russland. 2008 in Peking gewannen sie im Endspiel gegen Brasilien zum dritten Mal die olympische Goldmedaille. 2012 in London schieden sie im Viertelfinale gegen Italien aus. Beim Turnier 2016 siegten sie im Spiel um Bronze gegen Russland. Bei den 2021 ausgetragenen Olympischen Spielen in Tokio scheiterte das Team bereits in der Vorrunde. 2024 in Paris holte das Team die Bronzemedaille.

### NORCECA-Meisterschaft
Bei der Premiere der NORCECA-Meisterschaft belegten die USA 1969 den dritten Rang. 1971 erreichten sie das Finale gegen Kuba. 1973 gewannen sie das gleiche Endspiel und wurden erstmals kontinentaler Meister. Zwei Jahre später wurden sie als Gastgeber Dritter. Danach verpassten sie zweimal als Fünfter die Medaillenränge. 1981 verloren sie ein weiteres Endspiel gegen Kuba. 1983 im eigenen Land gegen Kanada und 1985 gegen Kuba gewannen sie die nächsten Titel, bevor der Konkurrent von der Insel zwei Jahre später die Revanche schaffte. 1989 wurden die USA Dritter. Von 1991 bis 2001 lautete die Finalpaarung immer USA gegen Kuba, wobei sich das US-Team nur 1999 durchsetzte. In den folgenden drei Endspielen von 2003 bis 2007 waren die USA jedoch gegen Kanada, Kuba und Puerto Rico siegreich. Nach zwei verlorenen Endspielen gegen Kuba gab es 2013 den nächsten Turniersieg gegen Kanada. 2015 waren die USA zum bisher einzigen Mal nicht dabei. 2017 meldeten sie sich mit dem Turniersieg gegen die Dominikanische Republik zurück. Das Finale 2019 verloren sie gegen Kuba. 2023 gewannen sie zum zehnten Mal die Meisterschaft.

### World Cup
Die USA nahmen beim World Cup 1977 erstmals teil und wurden Zehnter.ch. 1981 waren sie nicht dabei. 1985 gewannen sie im Finale gegen die Sowjetunion den Wettbewerb. Gegen den gleichen Gegner verloren sie 1989 das Spiel um den dritten Platz. Zwei Jahre später wurden sie dann selbst Dritter. Darauf folgten vier vierte Plätze. Beim Turnier 2011 schnitten sie mit dem sechsten Rang schlechter ab. 2015 gelang ihnen im Finale gegen Italien der zweite Sieg in diesem Wettbewerb. 2019 belegten sie wieder den dritten Rang.

### Nations League
Bei der ersten Ausgabe der Nations League 2018 gewannen die USA das Spiel um den dritten Platz gegen Brasilien. Beim Turnier Turnier 2019 erreichten sie nur knapp die Finalrunde, unterlagen dann aber erst im Endspiel gegen Russland. 2022 wurden sie erneut Zweiter, dieses Mal hinter Frankreich. 2023 erreichten sie erneut das Finale, welches sie gegen Polen verloren.

### Weltliga

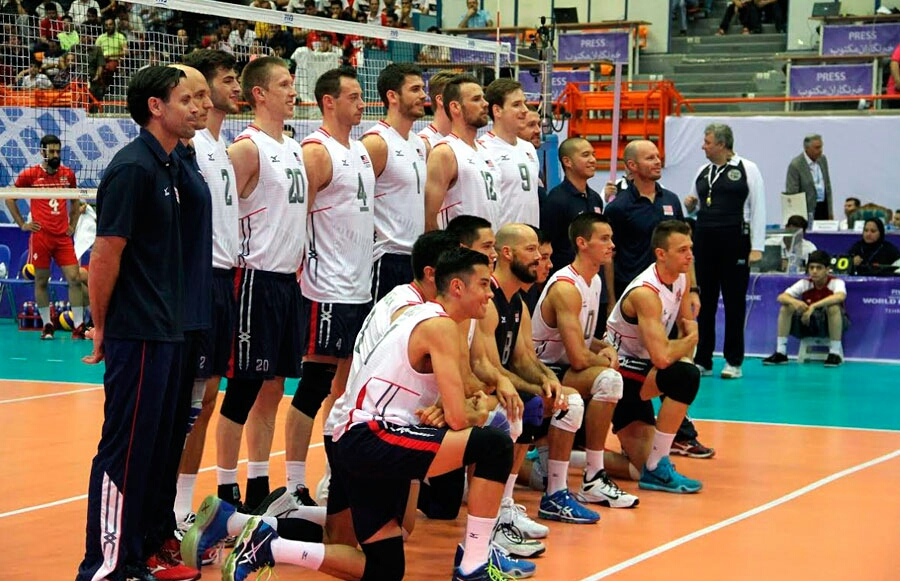
Das US-Team 2015 in der Weltliga

Bei den ersten drei Turnieren der Weltliga ab 1990 steigerten sich die USA vom siebten Platz auf den dritten Rang. 1993 wurden sie allerdings nur Neunter und in den folgenden beiden Jahren scheiterten sie jeweils in der Vorrunde. Danach fehlten sie viermal, bevor sie beim Turnier 2000 Sechster und im folgenden Jahr Neunter wurden. Nach einer erneuten Pause gab es 2006 einen zehnten Platz. 2007 erreichten die USA den dritten Rang. 2008 gewannen sie erstmals im Finale gegen Serbien erstmals den Wettbewerb. In den folgenden Jahren kamen sie auf die Plätze sechs, acht und sieben. 2012 mussten sie sich erst im Endspiel gegen Polen geschlagen geben. Doch ein Jahr später gab es mit dem 14. Platz das schlechteste Ergebnis in diesem Wettbewerb. 2014 gewannen die USA das Finale gegen Brasilien und schafften den zweiten Sieg in der Weltliga. 2015 wurden sie Dritter und bei den letzten beiden Ausgaben Vierter und Sechster.